# Neobathiea perrieri
Neobathiea perrieri är en orkidéart som först beskrevs av Rudolf Schlechter, och fick sitt nu gällande namn av Rudolf Schlechter. Neobathiea perrieri ingår i släktet Neobathiea och familjen orkidéer. Inga underarter finns listade i Catalogue of Life.